# Berrondo
Berrondo es una localidad uruguaya del departamento de Florida. 

## Ubicación
La localidad se encuentra situada en la zona suroeste del departamento de Florida, entre los arroyos Berrondo y de la Pedrera, junto a la estación de trenes homónima y sobre el camino que une la ciudad de Florida con 25 de Mayo. Dista 7 km de la primera y 12 km de la segunda.

## Población
Según el censo de 2011, la localidad contaba con una población de 166 habitantes.
| 38            | 96 | 54 | 83 | 170 | 166 |
| (Fuente: INE) |    |    |    |     |     |